# Lavandí
El lavandí (Lavandula x intermedia (Emeric in loisel. (L. burnati Briq.)), Lavandula hybrida o Lavandula x hybrida) és una planta híbrida entre l'espígol (Lavandula officinalis Chaix) i el barballó (Lavandula latifolia Vill.).
És un híbrid natural que es forma als llocs on es troben aquestes dues espècies parentals de Lavandula, ja que, encara que floreixen en èpoques diferents (l'espígol ho fa abans que el barballó), la floració se solapa i es poden encreuar. El lavandí floreix de juliol a agost.
Algunes races d'aquest híbrid són cultivades. En aquest cas, la multiplicació es fa per esqueixos. Produeix tres vegades més quantitat d'oli essencial que l'espígol.
Aquest híbrid és originari de la regió mediterrània.

## Descripció
És un arbust de tiges ramificades que arriba a fer un metre d'alçada i és més alt que les altres espècies de Lavandula. Presenta les característiques dels progenitors; de vegades, més d'un que no pas de l'altre. Les fulles són enteres, linears, de disposició oposada i amb el marge revolut. Els verticils florals són variables, llargs o curts, tancats o divergents, etc., segons a quin dels progenitors tendeixi l'híbrid. Presenta una bràctea membranosa i dues bràctees verds linears a cada costat de la bràctea central. La corol·la varia des del color viola fins al blanc. És una planta molt aromàtica.

## Ús
Es cultiva extensivament per fer-ne oli essencial. De fet, és molt més conreat que no pas l'espígol, ja que el lavandí té vígor híbrid, que el fa més resistent i productiu que l'espígol, encara que l'oli essencial de lavandí no és tan apreciat com l'oli essencial d'espígol. Se’n fan servir les espigues florals (inflorescències) dessecades i les summitats florals.
Els principals usos i propietats del lavandí són semblants als de l'espígol. Té propietats antiespasmòdiques, antisèptiques, diürètiques, cicatritzants i analgèsiques. Es fa servir en forma d'infusió, decocció, tintura, pomada i loció.